# Antiche unità di misura del circondario di Chiari

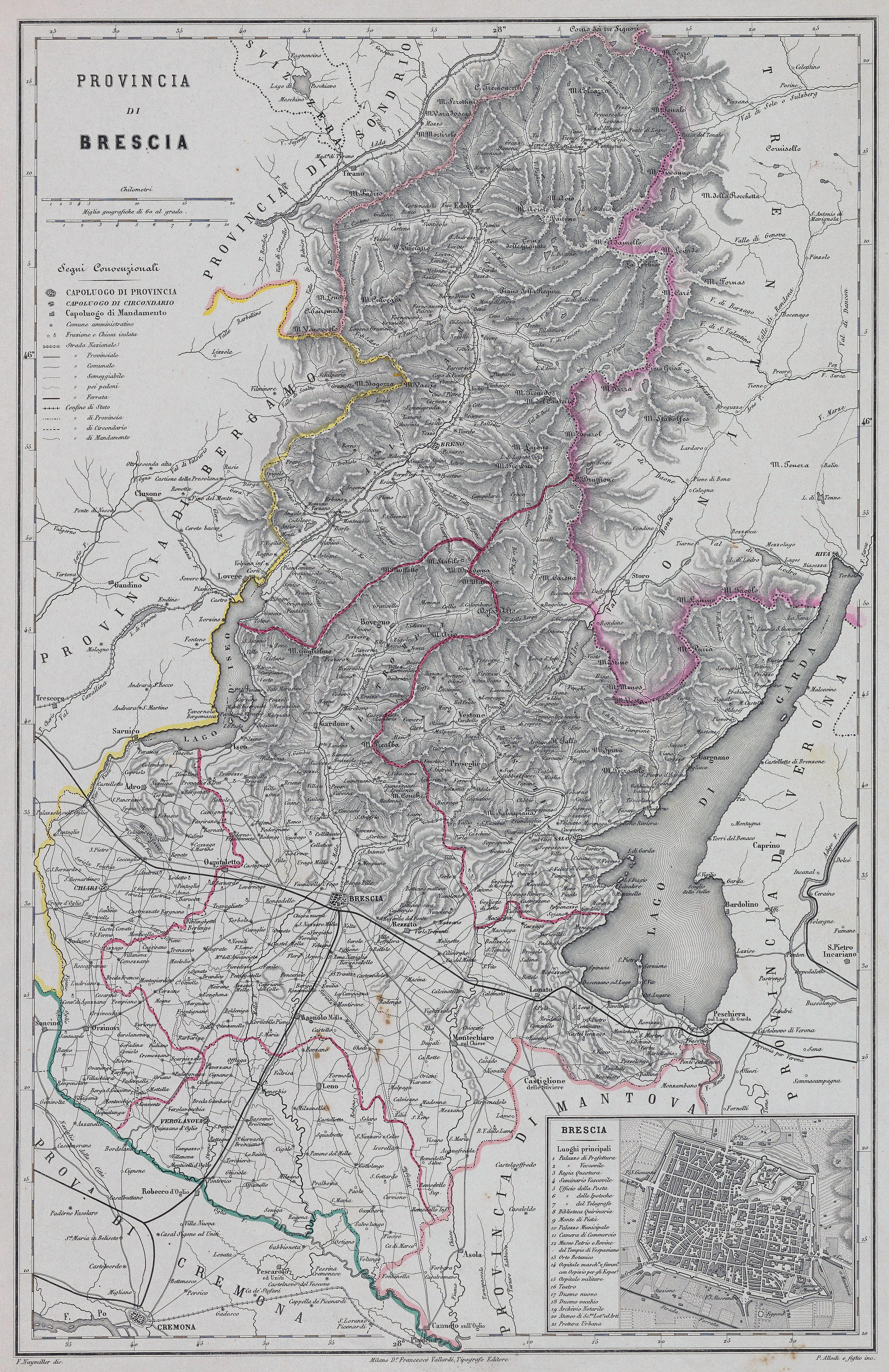
Mappa con indicazione dei confini del circondario di Chiari nel 1868 circa

Sono qui riportate le conversioni tra le antiche unità di misura in uso nel circondario di Chiari e il sistema metrico decimale, così come stabilite ufficialmente nel 1877.
Nonostante l'apparente precisione nelle tavole, in molti casi è necessario considerare che i campioni utilizzati (anche per le tavole di epoca napoleonica) erano di fattura approssimativa o discordanti tra loro.

## Misure di lunghezza
| Comuni         | Denominazione    | Valore   | Unità |
| -------------- | ---------------- | -------- | ----- |
| Tutti i comuni | Braccio da panno | 0,674124 | m     |
| Tutti i comuni | Braccio da seta  | 0,640383 | m     |
| Tutti i comuni | Cavezzo          | 2,852803 | m     |

Il braccio da panno e il braccio da seta si dividono in 12 once.
Il cavezzo, base della misura agraria, si divide in 6 piedi, il piede in 12 once, l'oncia in 12 punti, il punto in 12 atomi.

## Misure di superficie
| Comuni         | Denominazione                | Valore    | Unità |
| -------------- | ---------------------------- | --------- | ----- |
| Tutti i comuni | Piò                          | 3255,3938 | m²    |
| Tutti i comuni | Braccio quadrato da fabbrica | 0,226069  | m²    |
| Tutti i comuni | Braccio d'asse               | 1,356414  | m²    |
| Tutti i comuni | Pertica da fabbrica          | 8,138484  | m²    |

Il piò, misura agraria, si divide in 100 tavole di 4 cavezzi quadrati, la tavola si divide in 12 piedi di tavola, il piede in 12 once, l'oncia in 12 punti, il punto in 12 atomi di tavola.
Il braccio da fabbrica ed il braccio d'Asse si dividono in 12 once, l'oncia in 12 punti, il punto in 12 atomi.
La pertica da fabbrica o cavezzo quadrato si divide in 36 quadretti o braccia quadrate da fabbrica.

## Misure di volume
| Comuni         | Denominazione       | Valore    | Unità |
| -------------- | ------------------- | --------- | ----- |
| Tutti i comuni | Braccio da fabbrica | 107,488   | L     |
| Tutti i comuni | Pertica da muri     | 3869,582  | L     |
| Tutti i comuni | Carro da fieno      | 10748,839 | L     |
| Tutti i comuni | Carro da letame     | 1289,861  | L     |
| Tutti i comuni | Meda                | 7739,164  | L     |

Il braccio cubo da fabbrica si divide in 12 once, l'oncia in 12 punti, il punto in 12 atomi.
La pertica da muri si usa anche per i movimenti di terra.
La meda si usa per la legna da fuoco e si divide in 4 quarte.

## Misure di capacità per gli aridi
| Comuni         | Denominazione  | Valore   | Unità |
| -------------- | -------------- | -------- | ----- |
| Tutti i comuni | Soma bresciana | 145,9200 | L     |

La soma bresciana si divide in 12 quarte, la quarta in 4 coppi, il coppo in 4 stoppelli, lo stoppello in 4 quartini.

## Misure di capacità per i liquidi
| Comuni                                      | Denominazione      | Valore  | Unità |
| ------------------------------------------- | ------------------ | ------- | ----- |
| Tutti i Comuni                              | Zerla di Brescia   | 49,7427 | L     |
| Mandamento di Adro (comuni di Franciacorta) | Zerla di Cellatica | 48,8041 | L     |

La zerla di Brescia si divide in 4 secchie, la secchia in 9 pinte, la pinta in 2 boccali, il boccale in 2 mezzi, il mezzo o mezzino in 2 tazze.
15 zerle fanno un carro.
La zerla di Franciacorta si divide in 36 pinte, la pinta in 8 tazze.

## Pesi
| Comuni         | Denominazione | Valore  | Unità |
| -------------- | ------------- | ------- | ----- |
| Tutti i comuni | Libbra        | 320,812 | g     |

La libbra si divide in 12 once, l'oncia in 16 dramme, la dramma in 4 quarti.
25 libbre fanno un peso.
Cento pesi fanno un carro.
La libbra mercantile negli usi farmaceutici si divide in 12 once, l'oncia in 8 dramme, la dramma in 3 denari, il denaro in 24 grani.
I farmacisti usavano pure la libbra medicinale di Vienna eguale a grammi 420,008.
I gioiellieri usavano il marco di zecca di Milano eguale a grammi 234,997, ed il carato di Venezia eguale a grammi 0,20703.